# Интернет-мальчик: История Аарона Шварца
Интернет-мальчик: История Аарона Шварца (англ. The Internet's Own Boy: The Story of Aaron Swartz) — американский документальный фильм-биография об интернет-активисте Аароне Шварце, вышедший в 2014 году, в качестве сценариста, режиссёра и продюсера фильма выступил Брайан Кнаппенбергер. Премьера фильма состоялась на кинофестивале Сандэнс 20 января 2014 года. После этого Participant Media и FilmBuff приобрели права на распространение фильма.
15 марта 2014 года фильм демонстрировался на фестивале South by Southwest. 24 апреля 2014 года показ «Интернет-мальчика» открыл канадский фестиваль документальных фильмов Hot Docs Canadian International Documentary Festival. На российском канале 24 DOC шёл под названием «Дитя интернета: История Аарона Шварца».

## Сюжет
В фильме рассказывается о жизни американского программиста, писателя и интернет-активиста Аарона Шварца, который погиб при невыясненных обстоятельствах после того, как был обвинён в том, что он намеревался выложить в открытый доступ документы, скачанные им из библиотеки JSTOR. В фильме биографию Шварца рассказывают люди, знавшие его при жизни, среди них его мать, братья и друзья.

## Критика
Фильм получил благоприятные отзывы от критиков. На Rotten Tomatoes рейтинг фильма составил 93 %, средняя оценка фильма, сформированная на основе мнений 57 экспертов, составила 7,3 балла из 10.